# Croquant-upproren
Stora skräcken (franska: Jacquerie des croquants) var en serie bondeuppror som ägde rum på den franska landsbygden i de sydvästra delarna av riket mellan 1594 och 1637. De utgick från Limousin, Quercy och Perigord och spred sig därifrån till hela sydväst. De bestod av tre större resningar under 1594, 1624 och 1637. Den första slutade med en skattereducering, den andra med avrättningen av dess ledare Donat och Barran, och den tredje med en allmän amnesti. Det var den största bonderesningen i Frankrike sedan Jacqueriet, och den sista före den stora skräcken under franska revolutionen. 